# Чжао Шанчжи
Чжао Шанчжи (спрощена китайська: 赵尚志; традиційна китайська: 趙尚志; піньінь: Zhào Shàngzhì; 1908—1942) — китайський воєначальник.
Народився в Чаояні, Ляонін, в 1925 брав участь у Руху Тридцятого травня і того ж року вступив до Комуністичної партії Китаю. У листопаді 1925 вирушив навчатися до Військової академії Вампоа в Гуанчжоу.
Після 18 вересня 1932 очолив Північно-Східний військовий відділ КПК. 
У жовтні 1933 очолював антияпонських партизанів Чжухе, а в 1934 призначений командувачем Північно-Східної антияпонської об'єднаної армією.
12 лютого 1942 схоплено японською військовою поліцією після нападу агента-провокатора і помер пізніше у віці 34 років.
Місто Чжухе, де він бився проти японців, було перейменовано в Шанчжи на його пам'ять.